# Малая Земляная
Малая Земляная — река в России, протекает по Тавдинскому городскому округу Свердловской области. Река вытекает из болота Сорочье. Устье реки находится в 0,5 км по правому берегу реки Большая Земляная. Длина реки составляет 13 км.
На реке стоит посёлок Земляное.

## Данные водного реестра
По данным государственного водного реестра России относится к Иртышскому бассейновому округу, водохозяйственный участок реки — Тавда от истока и до устья, без реки Сосьва от истока до водомерного поста у деревни Морозково, речной подбассейн реки — Тобол. Речной бассейн реки — Иртыш.
Код объекта в государственном водном реестре — 14010502512111200013141.